# Robert F. Furchgott
Robert F. Furchgott, född 4 juni 1916 i Charleston, South Carolina, död 19 maj 2009 i Seattle, Washington, var en amerikansk biokemist och nobelpristagare i fysiologi eller medicin år 1998. Han tilldelades priset för sina "upptäckter rörande kväveoxid som en signalmolekyl i hjärt-kärlsystemet". Han delade priset med sina landsmän Louis J. Ignarro och Ferid Murad. Furchgott tog doktorsexamen i biokemi vid Northwestern University 1940. Han blev professor i farmakologi vid State University of New York 1956. Sedan 1988 innehade han titeln Distinguished Professor.
Kväveoxid (NO) är en gas som överför signaler i kroppen. Kväveoxid som produceras i en cell, tränger igenom cellmembranen till andra celler och reglerar funktionen i dessa. Att en gas kan ha denna funktion är en helt ny upptäckt. Robert F Furchgott studerade effekten av olika mediciner på blodkärlen och fick flera gånger motsägande resultat. En och samma medicin orsakade ibland sammandragning och vid andra tillfällen utvidgning av kärlen. Han funderade på om dessa variationer kunde bero på om ytcellerna i kärlens väggar var skadade eller inte. 1980 visade han att utvidgningen av kärlen endast skedde om cellerna var oskadade och att det skedde genom att cellerna producerade en speciell signalmolekyl. Han kallade denna molekyl EDRF (endothelium-derived relaxing factor).
1996 tilldelade han Albert Lasker Basic Medical Research Award.